# تفاعل فون براون
تفاعل فون براون (بالإنجليزية: Von Braun reaction )‏ عبارة عن تفاعل عضوي حيث يتفاعل الأمين الثالثي مع بروميد السيانوجين لتكوين السيانو أميد العضوي. أحد الأمثلة على هذا التفاعل هو ثنائي ميثيل - ألفا - نافثيل أمين:
تتضمن ميكانيكية التفاعل استبدالين نيكلوفيليين . أول نيكلوفيل هو الأمين والذي يزيح ذرة البروم والتي تعمل كنيكلوفيل ثاني.